# Franz Joseph Ferdinand von Schmöger
Franz Joseph Ferdinand Ritter von Schmöger auf Adelzhausen, kurz Joseph von Schmöger (* 8. Oktober 1761 in Wertingen; † 8. Januar 1825 in Würzburg), war ein königlich bayerischer Generalmajor und Kommandant der Festung Würzburg.

## Leben
Von Schmöger war der Sohn des pensionierten königl. bayerischen Hofrats Franz Joseph von Schmöger, Herr auf Adelzhausen (* 28. Februar 1733 in Wertingen; † 15. Mai 1821 in München) und der Maria Magdalena geb. Freiin von Wadenspann († 16. Februar 1832 in München). Die Familie wurde 1744 mit seinem Großvater, dem kurbayerischen Pfleger von Friedberg und Wertingen, sowie Besitzer der Hofmark Adelzhausen, Franz Anton Schmöger in den erblichen Adelsstand erhoben. Am 8. August 1809 konnte der damalige Oberstleutnant des 5. Linien-Infanterie Regimentes von Schmöger bei den Gefechten um Imst zunächst einen Angriff der Tiroler abwehren. Als die Tiroler jedoch von allen Seiten angriffen musste er seine Stellung aufgeben und befahl den Rückzug. Für sein tapferes und umsichtiges Verhalten wurde er am 9. August 1809 mit dem Ritterkreuz des Militär-Max-Joseph-Orden ausgezeichnet und laut Armee-Befehl vom 23. März 1810 zum Oberst befördert. 1811 wurde ihm vom König die Kommandantur in Ingolstadt provisorisch übertragen. Im gleichen Jahr wurde er nach Kempten versetzt. Seit 1812 fungierte er als Stadtkommandant der Festung Würzburg. Von Schmöger erlag 1825 im Alter von 64 Jahren einem Nervenfieber. Von ihm existiert eine besondere Traueranzeige.

## Familie
Von Schmöger war verheiratet mit Elise geb. Schneider. Aus der Ehe ging die Tochter Elise von Schmöger (* Landshut; † 18. Mai 1857 in Ulm) hervor, die mit dem königl. bayerischer Generalmajor und Vermessungsingenieur Josef Naus vermählt war.